# Martofa
Martofa ili Mortona (mađ. Martonfa) je selo u južnoj Mađarskoj.
Zauzima površinu od 5,69 km četvornih.

## Zemljopisni položaj
Nalazi se na 46°7' sjeverne zemljopisne širine i 18°23' istočne zemljopisne dužine, sjeveroistočno od Pečuha. 
Pečvar je 4,5 km sjeverno, Szilagy je 3 km istočno, a Prekad manje od 2 km južno.

## Upravna organizacija
Upravno pripada Pečvarskoj mikroregiji u Baranjskoj županiji. Poštanski broj je 7720.

## Stanovništvo
Martofa (Mortona) ima 205 stanovnika (2001.). 

## Vanjske poveznice
- Martofa na fallingrain.com